# Жанаталап (Сариагаський район)
Жанатала́п (каз. Жаңаталап) — село у складі Сариагаського району Туркестанської області Казахстану. Входить до складу Куркелеського сільського округу.
Населення — 1778 осіб (2021; 1225 у 2009, 571 у 1999, 432 у 1989).